# Кунг-фу панда (франшиза)
«Кунг-фу панда» — американская медиафраншиза студии DreamWorks Animation, запущенная с выходом одноимённого мультфильма 2008 года. Вся франшиза так или иначе завязана на главном герое всех мультфильмов, панде по имени По.

## Полнометражные фильмы

### Кунг-фу панда (2008)
По — привлекательный, озорной, умеренно упитанный, 24-летний панда, настоящий фанат кунг-фу — живёт в Долине Мира и помогает своему отцу, Мистеру Пингу, в деле приготовления лапши. Однажды духовный лидер Долины, Великий Мастер Угвэй решает провести турнир, чтобы выбрать Воина Дракона, которому позволят постичь мудрость Свитка Дракона, обрести безграничную мощь и силу, и защитить Долину Мира от великого зла. Все в Долине верят, что столь почётный и ответственный титул получит кто-нибудь из Неистовой Пятёрки (в которую входят Тигрица, Журавль, Гадюка, Обезьяна и Богомол) — великой команде самых сильных мастеров кунг-фу во всём Китае. К всеобщему удивлению, Угвэй выбирает По, который совершенно случайно оказался прямо на центральной арене.
Отказываясь верить в то, что По может быть Воином Дракона, Мастер Шифу — учитель Пятёрки — всеми силами пытается заставить По уйти, попросту сдаться, заставляя его выполнять сложные приёмы и терпеть невыносимую боль. А сам По, переполненный решимостью, верой, желанием измениться и стать настоящим Воином, терпит все обиды и продолжает обучение, что поднимает его в глазах Пятёрки, которые ранее издевались над ним. Вскоре По узнаёт, что ему предстоит сразиться с Тай Лунгом — сильным отчаявшимся снежным леопардом, который сбежал из тюрьмы Чор Гом, переполненный жаждой мести к мастеру Шифу, который, будучи его приёмным отцом и учителем, не позволил ему постичь мудрость Свитка Дракона. Тем временем мастер Шифу обнаруживает, что По нельзя учить боевым искусствам так, как он учил Неистовую Пятёрку. Шифу использует мотивацию пищей, чтобы успешно завершить обучение По. Панда получает Свиток Дракона и узнаёт, что в нём пусто. Однако По понимает, что секрет к безграничной силе и мощи лежит в вере. Именно это позволяет ему победить Тай Лунга и принести мир в Долину. Теперь, Воин Дракона и «Неистовая Пятёрка» стоят на страже добра и мира, всегда готовые защитить нуждающегося и наказать злодея.

### Кунг-фу панда 3 (2016)
Джеффри Катценберг, генеральный директор DreamWorks Animation, объявил в 2010 году, что в случае успеха третьего фильма франшизы она разрастётся до шести глав. Создание «Кунг-фу панды 3» было официально подтверждено в июле 2012 года Биллом Дамашком, главным креативным директором DWA.
Фильм был сделан в Китае как совместный проект DreamWorks Animation и Шанхайской Oriental DreamWorks, основанной в 2012 году для партнёрства между DreamWorks Animation и китайскими компаниями. Треть фильма создана в Китае, а остальная часть — на DWA. Это первая съёмка полнометражного американского анимационного фильма совместно с китайской студией. Создатели фильма тесно сотрудничали с китайскими цензорами для обеспечения приемлемости фильма в государстве. Фильм со статусом «совместного производства» в Китае позволяет компаниям-производителям обойти строгие квоты импорта страны и принять более высокий процент кассовых сборов. Производство «Кунг-фу панды 3» началось в августе 2013 года.
Режиссёром стала Дженнифер Ю Нельсон, продюсером — Мелисса Кобб, сценарий Джонатана Айбеля и Гленна Бергера с Гильермо дель Торо в качестве исполнительного продюсера. Дель Торо заявил в интервью, что антагонист будет «самым грозным злодеем (грознее, чем два предыдущих)». Фильм был запланирован к выходу на 18 марта 2016 года. 9 апреля 2013 года было объявлено, что дата выхода фильма откатилась с 18 марта 2016 года до 23 декабря 2015 года. Было также объявлено, что к актёрскому составу фильма присоединятся Брайан Крэнстон, Мадс Миккельсен и Ребел Уилсон.
Краткое описание сюжета фильма было обнаружено в июньском выпуске 2013 года журнала License! Global: «Продолжая свои легендарные и улётные приключения, Пo должен столкнуться с двумя чрезвычайно эпическими, но очень различными угрозами: одной сверхъестественной и другой, чуть ближе к дому».

### Кунг-фу панда 4 (2024)
12 августа 2022 года DreamWorks Animation официально подтвердили, что «Кунг-фу панда 4» выйдет в прокат 8 марта 2024 года.

### Кунг-фу панда 5 (10.02.2029)
После успеха четвёртой части, по словам режиссёра и продюсера пятая часть выйдет 10 февраля 2029 года.

## Короткометражные фильмы

### Загадки свитка (2016)
Согласно интервью 2013 года с Сандро Клеузо, аниматором персонажей DreamWorks Animation, новый короткометражный фильм франшизы «Кунг-фу панда» находится в разработке. Кэри Уолгрен, озвучивавшая Тигрицу в «Кунг-фу панда: Удивительные легенды», в декабре 2013 года написала твит, что новый фильм с названием «Загадки Свитка» (Secret of the Scrolls), был показан на большом экране в студии DreamWorks. Мультфильм вышел 5 января 2016 года.

## Релиз

### Кассовые сборы
| Фильм           | Премьера       | Сборы        | Сборы       | Сборы                          | Сборы          | Бюджет       | Ссылки |
| Фильм           | Премьера       | США          | Россия      | Другие страны (включая Россию) | Весь мир       | Бюджет       | Ссылки |
| --------------- | -------------- | ------------ | ----------- | ------------------------------ | -------------- | ------------ | ------ |
| Кунг-фу панда   | 6 июня 2008    | $215 434 591 | $20 579 860 | $416 309 969                   | $631 744 560   | $130 000 000 | [ 17 ] |
| Кунг-фу панда 2 | 26 мая 2011    | $165 249 063 | $31 829 945 | $500 443 218                   | $665 692 281   | $150 000 000 | [ 18 ] |
| Кунг-фу панда 3 | 29 января 2016 | $143 528 619 | $13 905 351 | $377 642 206                   | $521 170 825   | $145 000 000 | [ 19 ] |
| Всего           | Всего          | $524 212 273 | $66 315 156 | $1 294 395 393                 | $1 818 607 666 | $425 000 000 |        |

### Критика
| Фильм           | Rotten Tomatoes     | Metacritic       | CinemaScore |
| --------------- | ------------------- | ---------------- | ----------- |
| Кунг-фу панда   | 87 % (183 рецензии) | 73 (33 рецензии) | A−          |
| Кунг-фу панда 2 | 81 % (174 рецензии) | 67 (31 рецензия) | A           |
| Кунг-фу панда 3 | 87 % (173 рецензии) | 66 (34 рецензии) | A           |
|                 | 85 %                | 69 %             | A           |

## Видеоигры
- Kung Fu Panda — игра по мотивам первого мультфильма. Выпущена компанией Activision в июне 2008 года на PC, Microsoft Windows, Nintendo DS, PlayStation 2, PlayStation 3, Wii и Xbox 360.
- Kung Fu Panda: Legendary Warriors — продолжение игры Kung Fu Panda. Также была выпущена Activision 5 ноября для Nintendo DS, и 5 декабря 2008 года для Wii.
- Kung Fu Panda World — онлайн-игра, виртуальный мир. Выпущена 12 апреля 2010 года. Игрокам предоставляется возможность играть в игры, общаться в чате, изучать стили кунг-фу и завести собственного любимца.
- Kung Fu Panda 2 — игра, действия которой происходят после второго мультфильма. Разработана и выпущена THQ 23 мая 2011 года для Nintendo DS, PlayStation 3, Wii и Xbox 360.